# プエルト・ウラコの虐殺
プエルト・ウラコの虐殺（プエルト・ウラコのぎゃくさつ、スペイン語: Masacre de Puerto Hurraco、英語: Puerto Hurraco massacre）は、スペインエストレマドゥーラ州バダホス県ベンケレンシア・デ・ラ・セレナ（ムニシピオ）の小集落（Pedanía）、プエルト・ウラコで、1990年8月26日（日曜日）の午後に発生した大量殺人事件。
事件の発生したプエルト・ウラコは、住人135人の小さな集落である。
本事件の加害者は、「イスキエルド家」のエミリオとアントニオの兄弟であった。彼等は故郷のこの村で、対立関係にあった「カバニージャス家」の人間を含む9人を殺害し、他12人に重症を負わせた。彼等は逃亡したものの、翌朝までに確保され、最終的に懲役684年に処された。彼等は、服役中にそれぞれ72歳で死去した。

## 背景
カバニージャス家（"アマデオ派"とも呼ばれる）とイスキエルド家（"パタス・ペラス"とも呼ばれる）の間の対立は、1967年の境界侵犯が発端である。この時は、アマデオ・カバニージャス (Amadeo Cabanillas)が、プエルト・ウラコに所在する、マヌエル・イスキエルド (Manuel Izquierdo)の所有する農地に侵入していたという。さらにこの時、両家のアマデオ・カバニージャスとルシアーナ・イスキエルド（Luciana Izquierdo）は、報われることのない恋愛関係にあったが、結局アマデオがルシアーナとの結婚を諦めてしまい、この出来事がルシアーナに大きな影響を与えてしまったという。この破局から数日後の1967年1月22日、イスキエルド家の長男であるヘロニモ・イスキエルド (Jerónimo Izquierdo)によって、アマデオ・カバニージャスは殺害され、ヘロニモは逮捕ののち懲役14年に処された。
ヘロニモ・イスキエルドは1986年に出獄してすぐにプエルト・ウラコに舞い戻ったが、これは彼の母、イサベル・イスキエルド・カバジェロ (Isabel Izquierdo Caballero)の死に対する報復が目的であった。彼女は、この2年前、1984年10月18日にカレラ9番通りの彼女の家で火災に遭い、亡くなっていた。イスキエルド家の面々は、アマデオの兄弟であるアントニオ・カバニージャスがこの火災の犯人であると糾弾したが、スペインの警察は犯人を特定することができなかった。このことでヘロニモ・イスキエルドは、アントニオ・カバニージャスをナイフで刺殺しようとした。しかし、アントニオ・カバニージャスは重症を負いながらも生存した。この事件により、ヘロニモ・イスキエルドは1986年8月8日に、精神病院に入院することとなり、9日後に亡くなった。

## 銃乱射
火災から6年、ヘロニモ・イスキエルドによるアントニオ・カバニージャスの刺殺未遂事件から4年後の1990年8月26日（日曜日）、ヘロニモの兄弟2人、エミリオ・イスキエルド（Emilio Izquierdo、56歳）とアントニオ・イスキエルド（Antonio Izquierdo、52歳）は、モンテルビオ・デ・ラ・セレナの彼らの家で、2人の姉妹であるルシアーナ・イスキエルドとアンヘラ・イスキエルド（Ángela Izquierdo）に別れを告げた。このとき、「コキジバトを狩ってくるつもりだ」と述べていたという。狩猟用の服に身を包み、12ゲージの散弾銃を携えて、彼らはプエルト・ウラコの村の中で夜の闇の中に隠れていたが、夜10時を回ってから表に出て、其処に居た多数のカバニージャス家の人々を銃撃し始めた。彼らはその中でも、特にアントニオ・カバニージャス・リベラを探していたという。その後、この銃撃はこの通りに偶然通りかかった人々が巻き添えを食うこととなった。この銃撃の結果、9名が犠牲となり、その中には2名の少女も含まれていた。彼女たちは、エンカルナシオン (13)とアントニア (14)のカバニージャス姉妹で、広場で遊んでいたところをイスキエルド兄弟によって近距離で、残酷に射殺された。更に12人の人々が程度の差はあれど、この銃撃で負傷した。この中には、重傷を負った結果、半身麻痺となり一生車椅子生活を送ることを余儀なくされた人もいた。エンカルナシオンとアントニアの3番目の姉妹であるマリア・デル・カルメン・カバニージャス (María del Carmen Cabanillas)は、この銃撃が始まった時には、従兄弟の家にいたため難を逃れている。6歳の子供であったギジェルモ・オヘーダ・サンチェス (Guillermo Ojeda Sánchez)は、頭を撃ち抜かれ意識不明の重体となった。
この銃撃は、イスキエルド兄弟の母、イサベル・イスキエルドが死亡した自宅への放火による火災について、犠牲者となったカバニージャス家の人間が犯人であるとイスキエルド兄弟が妄信しており、その復讐として行われたものであった。使用された弾丸は、大型の散弾である鹿玉であり、その薬莢には9個の小弾丸が備わっていた。逃走後のイスキエルド兄弟は、近隣の住民の通報によって、モンテルビオ・デ・ラ・セレナの隊舎から到着した治安警備隊の一隊に対して銃撃すらしている。治安警備隊員2名は、この殺戮の抑止や、武器を使って彼ら自身を守る以前に、車両の中で重傷を負わされている。

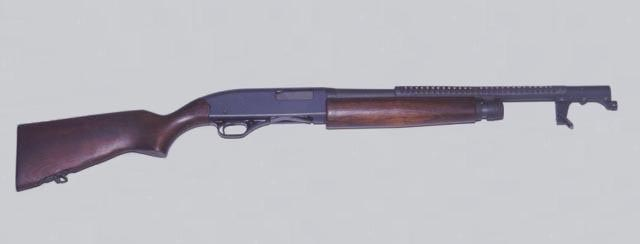
この惨劇で使用された12ゲージの鹿玉用散弾銃に類似する散弾銃の例（レミントンM870）

殺戮の後、イスキエルド兄弟はオリーヴの木が植樹された丘、シエラ・デル・オロ（Sierra del Oro）に向かって逃走した。治安警備隊の部隊が彼らを捜索し、惨劇の始まりから9時間後に寝ているところを発見され、2名とも抵抗することなく逮捕された。彼らは、プエルト・ウラコから離れたバダホス県カストゥエラの法廷に送られたが、決着するには程遠かった。勾留後、イスキエルド兄弟の兄、エミリオ・イスキエルドは一切の後悔を示すことはなかった。エミリオは、「俺がずっと苦しめられてきたのと同じように、あの町にも苦しみ続けてほしい」と語っている。一方で弟のアントニオ・イスキエルドは、彼らはこの虐殺を続けるという考えを持っていたと供述している。その供述でアントニオは、「俺たちが捕まらなかったら、またあの村に戻って、住民の奴らを皆殺しにしてただろう」と述べている。兄弟は20人を銃撃したと考えていたが、実際には21人の住民が銃撃され、7人がその場で死亡し、後にバダホスのインファンタ・クリスティナ病院で2名が亡くなり、死者は9名となった。
エミリオとアントニオの2人の姉妹、ルシアーナ・イスキエルド（62歳）とアンヘラ・イスキエルド（49歳）は、モンテルビオ・デ・ラ・セレナの自宅から早々に逃走しており、惨劇の4日後となる1990年8月30日にマドリードへと向かう鉄道の中で拘束され、裁判の前に証言を得る為にカストゥエラに送還された。裁判所の前では、娘2名を殺害されたアントニオ・カバニージャスが彼らを待ち構えており、その手にはナイフが握られていたが、裁判所の前で報復の機会を目論む人物から防備するために配置されていた治安警備隊によって、アントニオは直ぐに取り押さえられ、逮捕された。

### 被害者
この銃撃での死者は下記の9名。この他に負傷者が12名いる。
| 名前                                     | スペイン語表記                | 年齢 | 備考                                     |
| ---------------------------------------- | ----------------------------- | ---- | ---------------------------------------- |
| レイナルド・ベニテス・ロメロ             | Reinaldo Benítez Romero       | 62   |                                          |
| マヌエル・カバニージャス・カリージョ     | Manuel Cabanillas Carrillo    | 55   |                                          |
| アントニア・カバニージャス・リベロ       | Antonia Cabanillas Rivero     | 14   |                                          |
| エンカルナシオン・カバニージャス・リベロ | Encarnación Cabanillas Rivero | 12   | アントニア・カバニージャス・リベロの妹   |
| イサベル・カリージョ・ダビラ             | Isabel Carrillo Dávila        | 70   |                                          |
| アンドレス・オヘーダ・ガヤルド           | Andrés Ojeda Gallardo         | 36   | イサベル・カリージョ・ダビラの義理の息子 |
| アラセリ・ムリージョ・ロメロ             | Araceli Murillo Romero        | 60   |                                          |
| アントニア・ムリージョ・フェルナンデス   | Antonia Murillo Fernández     | 58   |                                          |
| ホセ・ペンコ・ロサレス                   | José Penco Rosales            | 43   |                                          |

## 裁判
裁判は、銃撃から約3年半が経過した1994年1月から始まり、最終的にイスキエルド兄弟には懲役684年と3億ペセタの賠償金の判決が下った。判事は、「彼らの知能は標準の範囲内に収まっており、数千頭の羊の群れを管理することもできたし、農場を借りることもできた。1,000万ペセタが預金された通帳を持っていたことからも、この事実が裏付けられている」、「被告は、プエルト・ウラコの集落の可能な限り多数の住人を「絶滅させる計画」を供述した」、「彼らがあの路地と夜を選んだのは、住人たちの習慣を熟知しており、「あの時、あの場所であれば最も多くの住民を殺害できる」と知っていたからだ」と強く指摘し、裁判官も「人間の生命を決定的に軽視する文化的原始主義と人間的感情の欠如」と「被告の異常な社会的孤立、（兄妹全員による）閉鎖的集団内での生活により、自身たちの恐怖症と強迫観念を著しく助長した」と強調している。
当初は、イスキエルド兄弟に加えてアンヘラ・イスキエルドとルシアーナ・イスキエルドもこの犯罪に関わったとして告発されたが、それから2年の後、彼女たちがこの銃撃に関わったという直接的な証拠が見つからなかったことから無罪となっている。しかしながら、彼女たちは医学的判断によりメリダの精神病院に収容された。彼女たちは偏執病であり、加えて火災で亡くなった母、イサベル・イスキエルドの死への復讐という妄想性障害を共有していると診断された。
検察官も検察当局も、両被告が刑務所から釈放された場合、国外追放を要求することを失念していた。

## 殺戮者達の死
惨劇から14年後、イスキエルド兄弟の姉妹であるルシアーナ・イスキエルドが2005年2月1日にメリダの精神病院で亡くなった。77歳だった。彼女は、このプエルト・ウラコの惨劇を引き起こした真の原因と考えられている。同年11月、ルシアーナの死からちょうど10か月後に、彼女の妹であるアンヘラ・イスキエルドも同じ病院で亡くなった。64歳没。
姉妹の死から1年後、2006年12月13日、バダホスの刑務所に収監されていたイスキエルド兄弟の兄、エミリオが72歳で亡くなった。彼は心臓病を患っており、収監された監房の中で死んでいたのを監守によって発見されている。彼の弟であるアントニオはエミリオの葬儀に出席し、彼の墓で「兄さん、俺たちは母の復讐を遂げることができたんだ。安らかに眠れ」と述べた。
エミリオの死から3年半、惨劇から19年が経過した2010年4月25日に、残るアントニオ・イスキエルドがバダホスの刑務所で、ベッドシーツを用いて首吊り自殺した。彼は、刑務所内の病棟房で発見された。彼の健康状態が敏感に変化するような状況であったため、この房に収監されていたが、この房には、この時同じく収容された人がいたという。午前2時に夜勤の監守たちによって発見された。彼らは直ちに医療班を呼んだものの、医療班にできたことはアントニオの死亡判定だけであった。アントニオが自殺した日は、もしパロット基準（パロット・ドクトリン）が適応外となった場合、刑務所から釈放されると想定されていたまさにその日であった。この主義は、2006年に最高裁判所によって認められた。アントニオはこの基準適用外であれば、25年の刑で服役となり、あと5年の服役が残されるのみとなっていた。この囚人は、このパロット基準の適用外であると示した。
5人いたイスキエルド兄弟の誰も子孫を残しておらず、最後に残ったアントニオの死によって、イスキエルド家の直系は途絶えた。カバニージャス家も、この惨劇から生き残ったのは娘1名のみであり、カバニージャスの血を引くのは彼女の2人の子供だけであった。結果として、イスキエルドとカバニージャスのどちらの姓も消滅することとなった。それでも、この一連の惨劇を引き起こしても、イスキエルド家はカバニージャス家の絶滅という目的を達成することはできなかったといえる。

## 大衆文化とメディア
惨劇から14年が経過した2004年にこの出来事をモデルにした映画『El 7º día』が公開された。この映画は、カルロス・サウラが監督し、レイ・ロリガが脚本を書き、フアン・ディエゴとホセ・ルイス・ゴメスが主演し、2人の殺戮者であるアントニオとエミリオを演じた。また、ビクトリア・アブリルとアナ・ワヘネルがルシアーナとアンヘラを、ラモン・フォンセレが1990年の惨劇の前に殺人を犯したヘロニモ・イスキエルドを演じている。また、この惨劇にインスパイアされ、ラップメタルバンド、デフ・コン・ドス (Def Con Dos)が、「Veraneo en Puerto Hurraco」という楽曲を作成、発表している。この曲では、この惨劇を皮肉を込めて歌っている。イタリアのスカパンクバンド、ペルシアナ・ジョーンズは、1999年に発表したアルバムを『プエルト・ウラコ』と題した。